# Балевец
Балевец, още Баловец или Бальовец (известно понякога и с турската си форма Балавча, Балафча, на гръцки: Κολχικό, Колхико, катаревуса: Κολχικόν, Колхикон, до 1927 Μπαλάφτσα, Балафца), е село в Егейска Македония, Гърция, дем Лъгадина (Лангадас), област Централна Македония.

## География
Балевец е разположено в източната част на Лъгадинското поле в западното подножие на Богданската планина на Стара река (Στάρα ριέκα). Отдалечено е на 5 километра източно от демовия център град Лъгадина (Лангадас) и на 6 северно от Лъгадинското езеро (Корония).

## История

### Праистория, античност и средновековие
В местността Хрисавги А – Зеста Нера има открито селище от бронзовата епоха, в местността Хрисавги В – Аспрес Петрес – от ранната желязна епоха и историческта епоха, а в местността Хрисавги Г – Дамари – от късната бронзова епоха и историческата епоха.
В местността Градище (Γραντίστι) североизточно от селото има останки от крепост, превърната по-късно в манастир. Открити са база, капител и колона от късната античност. Северозападно от Градище, близо до църквичката „Свети Георги“, разположена на ниския едноименен хълм Агиос Георгиос, са открити останки от керамика, плочи и следи от правоъгълна сграда с ориентация изток-запад. На хълма има и останки от праисторическо селище. На около километър южно от селото, близо до река Мегало Рема, са открити останки от византийско и османско време.

### В Османската империя
Според османски документи от XVII век Балевец е християнско въглищарско село в нахия Лъгадина.
Църквата „Света Параскева“ в селото е от 1834 година. В XIX век Балевец е село в Лъгадинска каза на Солунския вилает в Османската империя. В „Етнография на вилаетите Адрианопол, Монастир и Салоника“, издадена в Константинопол в 1878 година и отразяваща статистиката на населението от 1873 година Баловец (Balovetze) е показано като село с 60 домакинства и 294 жители българи.
В 1900 година според Васил Кънчов („Македония. Етнография и статистика“) в Баловец живеят 360 българи християни. По данни на секретаря на Българската екзархия Димитър Мишев („La Macédoine et sa Population Chrétienne“) в 1905 година в Баловча (Balovtcha) има 588 жители българи патриаршисти гъркомани и в селото работи гръцко училище. Според Анастасия Каракасиду в края османското владичество Балафча е предимно „славяноезично“ селище.
На хълма, разположен на около 500 m североизточно от селото на мястото на стар параклис от османско време е изградена нова църква „Света Неделя“. По същия начин на хълма Свети Георги (Агиос Георгиос) в местността, наречена Влашка махала, на мястото на параклис от османско време е изграден нов храм. В подножието на хълма е имало три воденици, от които е оцеляла само една заедно с част от каналите, отвеждащи водата от реката.
Къщата на Димитриос Тапис, построена в началото на XX век, е един от малкото оцелели примери за традиционна архитектура в Балевец.

### В Гърция
В 1912 година по време на Балканската война в селото влизат български части. Селото е посещавано от гръцки андарти и агитатори, които карат селяните да не се подчиняват на българската власт.
Кукушкият окръжен управител Владимир Караманов пише:
| „ | Селото Балювец се намира на около 7-8 клм на изток от град Лъгадина и надалеч от северния бряг на Лъгадинското езеро или Ай Василгьолю. До него допират най-крайните северни разклонения на планината Бешикдаг. Околността му е доста плодородна. През него минава старият и по-пряк път от Солун за Нигрита и Серес. Броеше не по-малко от 300 къщи, всички от български произход, но гъркомани (патриаршисти) и в началото на погърчванео си, особено по-младото поколение ...на 4 януари 1913 година почти всичкото местно население, подпомогнато от гръцката войска и пребиваващите в селото няколко души гръцки андарти, премахват българската тричленна комисия и вместо нея образуват общинско управление, което признава само гръцката власт. | “ |

След Междусъюзническата война Балевец попада в Гърция. Боривое Милоевич пише в 1921 година („Южна Македония“), че Балавча (Балавча) има 50 къщи „славяни християни“.
През 20-те години в селото са настанени гърци бежанци от Мала Азия. В 1928 година Балевец е смесено местно-бежанско село с 66 бежански семейства и 311 жители бежанци. В 1927 година е прекръстено на Колхикон. Според Тодор Симовски потомците на местното население са повече от потомците на бежанците.
В 1982 година югозападно от старата гробищна църква е построен новият енорийски храм, също кръстен „Света Параскева“.
Преброявания
- 1913 – 1000 души
- 1920 – 749 души
- 1928 – 846 души
- 1940 – 1268 души
- 1951 – 1655 души
- 1961 – 1676 души
- 1971 – 1400 души
- 1981 – ?
- 1991 – ?
- 2001 – 1959 души
- 2011 – 1831 души

## Личности
Родени в Балевец
- Иван Златанов (Йоанис Златанос, Ιωάννης Ζλατάνος), гръцки андартски деец, агент от втори ред, помощник на Яни Рамненски, лежал в затвор[16]
- Константин Априлов (Константинос Априлис, Κωνσταντίνος Απρίλης), гръцки андартски деец, четник при Яни Рамненски и Христос Дремлис, пренасял и оръжие[16]
- Ставрос Баретис (1885 – 1912), гръцки андартски деец